# Підкова Пегаса (фестиваль)
«Підкова Пегаса»— щорічний всеукраїнський фестиваль поезії на Поділлі.

## Мета
Популяризація поетичного фестивального руху, жанру поезії, мовної синкретичності, толерантності в інтересах інтенсифікації міжрегіонального літературного діалогу та європейського вибору Української держави, а також Поділля з містом Вінниця як одного з провідних її культурних осередків.
|                                                                                    | Наше завдання, сподіваємося, збігається з задумами очільників – виховувати у суспільстві толерантність до різних поглядів, утверджувати єдність нашого народу в інтересах європейського вибору Української держави, а також популяризувати наш край як один з провідних її культурних осередків |
| — Андрій Стебелєв, культуртрегер літературного угруповання «Лірики Transcendent’a» | |

## Порядок проведення
Фестиваль має кількаденний формат і збирає щорічно сотні творчих особистостей жанру поезії та авторської пісні з усіх регіонів України. Програмою традиційно передбачені читання і творчі вечори почесних гостей та членів журі, основна конкурсна програма, семінари, презентації, слем-турнір або поетичний ринг, різноманітні тематичні конкурси, літературно-мистецький пленер з краєзнавчою тематикою, підсумковий концерт лауреатів і дипломантів за участю музикальних колективів Вінниччини.

## Історія
Ідейним натхненником, засновником і попервах мажоритарним спонсором фестивалю «Підкова Пегаса» у 2006—2007 рр. виступив Микола Кротенко, власник у 1993—2009 рр. вінницького видавництва «Континент-ПРИМ». Розробником символіки фестивалю став художник Віктор Олійник. Серед організаторів проекту від самого початку були учасники літературного угруповання «Лірики Transcendent'a» — Леонід Борозєнцев, Юлія Броварна, Сергій Негода, а також письменниця Вікторія Кашуба (Немировська).

У 2008 та 2009 рр. фестиваль не проводився через банкрутство видавництва «Континент-ПРИМ» та переїзд М. Кротенка до Києва. Поновлення у 2010 р. фестивалю пов'язано з приєднанням до команди організаторів літератора Андрія Стебелєва.

Позаяк вдалося поєднати творчі зусилля літературно-мистецьких об'єднань Поділля, залучити можливості владних структур та потенціал громадських організацій, розширити географію проведення дійства, фестиваль «Підкова Пегаса» став помітним культурологічним брендом міста Вінниці та Вінницької області.

## Особливості
Заходи фестивалю зазвичай відбуваються на найкращих майданчиках Вінниці та Вінницької області і пов'язані з пам'ятними літературними та історичними місцями Поділля. Серед них — Літературно-меморіальний музей М. М. Коцюбинського, пам'ятний камінь М. М. Коцюбинського у передмісті Вінниці — Сабарові, музей-садиба хірурга М. І. Пирогова в с. Агрономічне, руїни гітлерівської ставки «Вервольф» у с. Стрижавка, музей П. І. Чайковського і Н. Ф. фон Мекк у Браїлові, водоспади у с. Демидівка, музей С. Я. Надсона у с. Носківці, палац княгині М. Г. Щербатової, Свято-Троїцький монастир, Скіфське городище, музей «Літературна Немирівщина» у Немирові, архітектурно-парковий комплекс XVIII ст. «Маєток Грохольських-Можайських» з Музеєм історії авіації і космонавтики України і експозицією сучасного кобзаря В. М. Перепелюка у Вороновиці, Історико-культурний заповідник «Буша», Регіональний ландшафтний парк «Середнє Побужжя» у смт Тиврів, селах Печера, Сокілець, Шершні, Селище, Ворошилівка, Маянів, Борсків, Канаві, Клембівка, м. Гнівань, смт Турбів, м. Ямпіль та ін.

## Переможці та постаті
Володарями гран-прі фестивалю ставали: Олексій Торхов з Миколаєва (2006), Ірина Цілик з Києва (2007), Василь Пастушина зі Львова (2010), Микола Ширяєв з Сімферополя (2011), Євгенія Більченко (2012) з Києва (2012). У 2013 р. визначено одразу два переможці — кияни Марія Банько і Андрій Шадрін. У 2014 р. — Милослава Черній (Вінниця)., у 2015 р. — Тетяна Ковалевич (Донецьк),, у 2016 р. — Ольга Пошуруєва (Київ),, у 2017 р. — Сашко Обрій (Олександр Кучеренко) з м. Южноукраїнська Миколаївської області, у 2018 р. знову два переможці — Анна Дадика (Харків) та Олена Ткачук (Хмельницький)., у 2019 р. - Руслана Мельничук (Вінниця).
У заходах фестивалю брали участь такі відомі літератори, як: Ігор Павлюк, Михайло Каменюк, Олександр Кабанов, Дмитро Бураго, Ігор Лапінський, Павло Коробчук, Петро Гордійчук, Ірина Зелененька, Наталія Наумова, Юлія Броварна, Леонід Борозєнцев, Влад Клен, Олександр Бальменко, Віталій Борецький, Анатолій Секретарьов, Василь Дробот, Роман Скиба, Альбіна Позднякова, Микола Підгорний, Юрій Сегеда, Євгенія Баранова, Євгеній Ієвлев (Майстер Євгеній), Сергій Мороз, Олексій Зарахович, Іван Андрусяк, Ольга Скобельська, Віталій Ковальчук, Олександр Різник, Наталія Бельченко, Олена Герасименко, Тетяна Яковенко, Тетяна Череп-Пероганич, Тетяна Шеїна (Білорусь), Лія Чернякова (США), Олена Вітенко, Світлана Блонська, Віктор Мельник, Ольга Зайцева, Катерина Девдера, Микола Антощак, Дмитро Штофель, Оксана Барбак, Ярина Мавка, Сергій Татчин, Марія Дружко, Світлана Соболевська, Олександр Букатюк, Марія Косян та ін.
| | Фестиваль став не лише проявом співдружності різних мов, поетичних і музичних традицій, унаслідувань та шкіл, але й поєднав спільною справою різні, часом антагоністичні, культурно-мистецькі організації та їхніх керманичів |
| — Олег Кадочніков, голова Російсько-українського культурно-просвітницького центру у Вінницької області «Співвітчизники» | |

## Галерея
|                                                   |
| Влад Клен перемагає на поетичному рингу у 2007 р. |

|                  |
| Учасники 2010 р. |

|                                                |
| Поетичний ринг у 2010 р. на руїнах "Вервольфу" |

|                     |
| Конкурсанти 2011 р. |

|                                                           |
| Конкурсанти на Скіфському городищі під Немировим, 2012 р. |

|                                              |
| Дмитро Бураго на сцені "Підкови Пегаса-2010" |

|                                            |
| Микола Ширяєв - володар гран-прі у 2011 р. |

|                           |
| На заходах фестин 2012 р. |

|                                                 |
| Перед музеєм С. Я. Надсона у Носківцях, 2010 р. |

|                                                   |
| Біля пам’ятнику Миколі Некрасову у Немирові, 2012 |

|                                                             |
| Клуб історичної реконструкції "АРКОНА" на фестивалі 2011 р. |

|                       |
| Одна з афіш фестивалю |

|                                         |
| Василь Пастушина - переможець у 2010 р. |

|                                         |
| «Лірики Т» на пленері фестивалю 2013 р. |

|                                                                                            |
| Голова Вінницької обласної організації НСПУ Петро Гордійчук на відкритті фестивалю 2013 р. |

|                                          |
| Андрій Шадрін – володар гран-прі 2013 р. |

|                                    |
| Переможниця 2013 р. – Марія Банько |